# Bond (Band)
bond ist ein australisch-britisches Klassik-Crossover-Streichquartett.

## Mitglieder
Die Mitglieder der Band sind Elspeth Hanson (Erste Violinistin aus London, Großbritannien), Eos Chater (Zweite Violinistin aus Cardiff, Wales, Großbritannien), Tania Davis (Violistin aus Sydney, New South Wales, Australien) und Gay-Yee Westerhoff (Cellistin aus Hull, England, Großbritannien).
Bis 2007 war Haylie Ecker aus Perth (Western Australia, Australien) als Erste Violinistin Mitglied der Band.

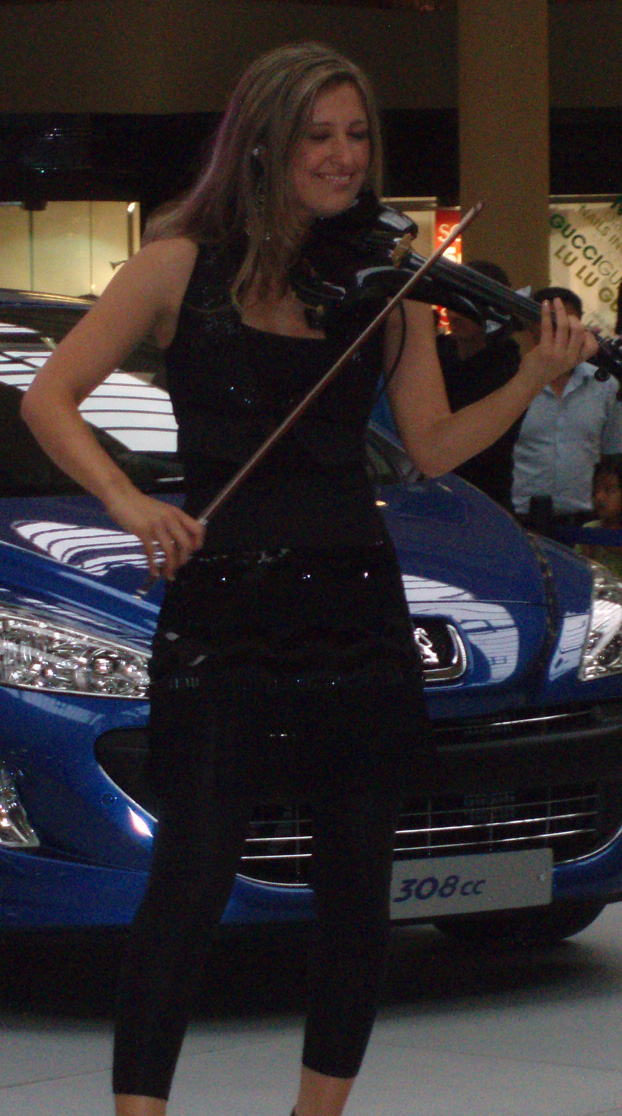
Elspeth Hanson
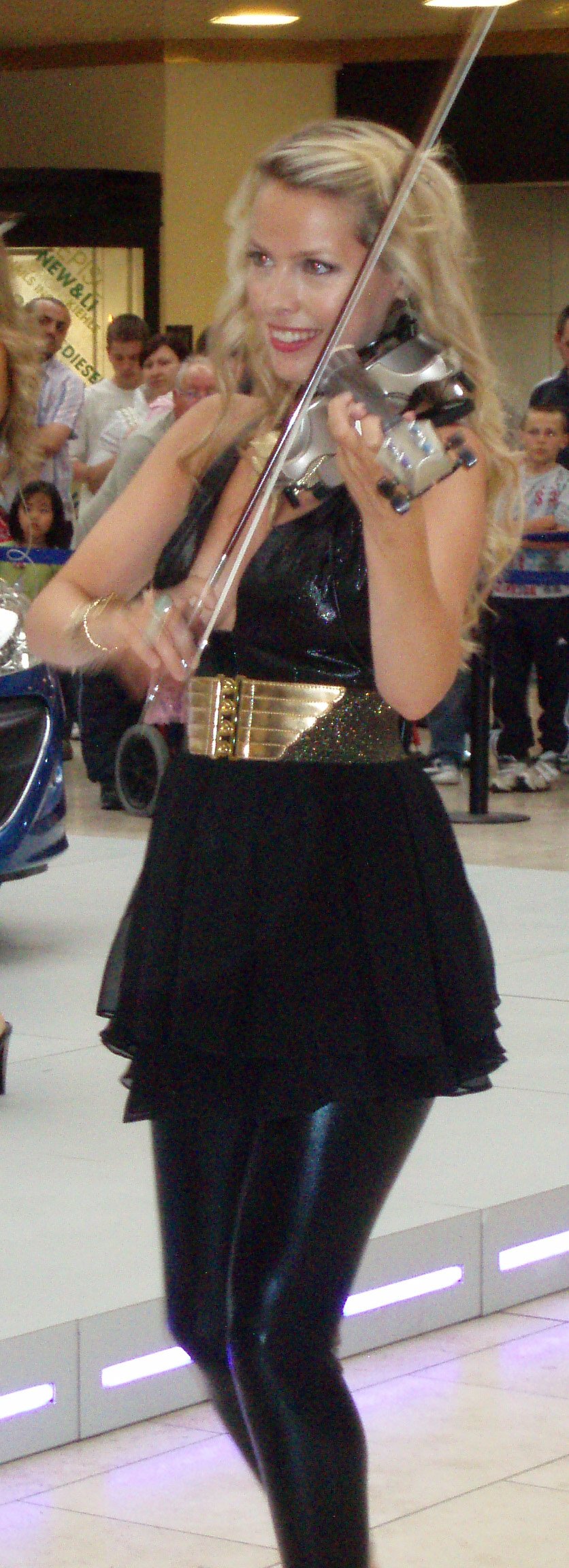
Eos Chater
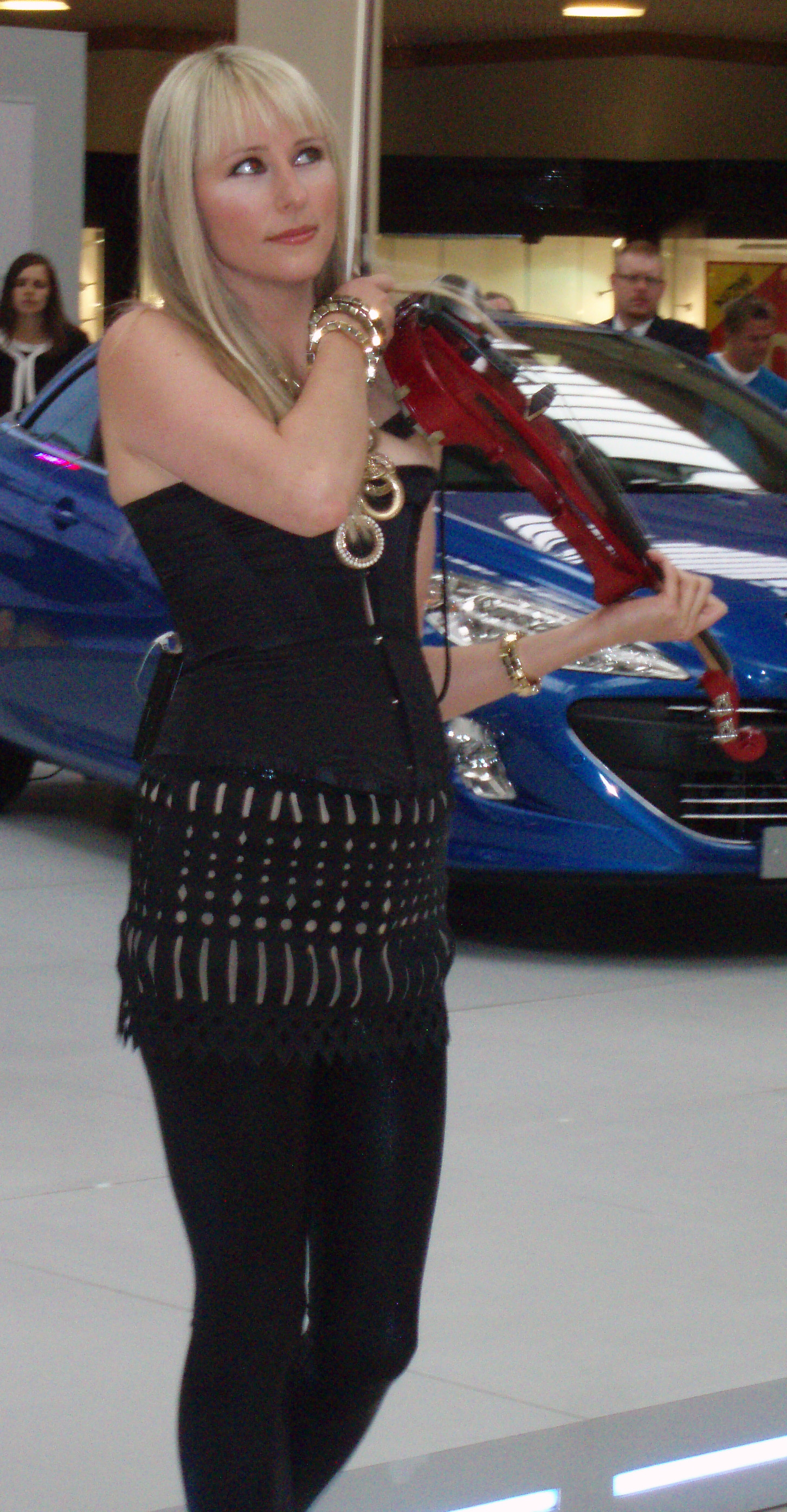
Tania Davis
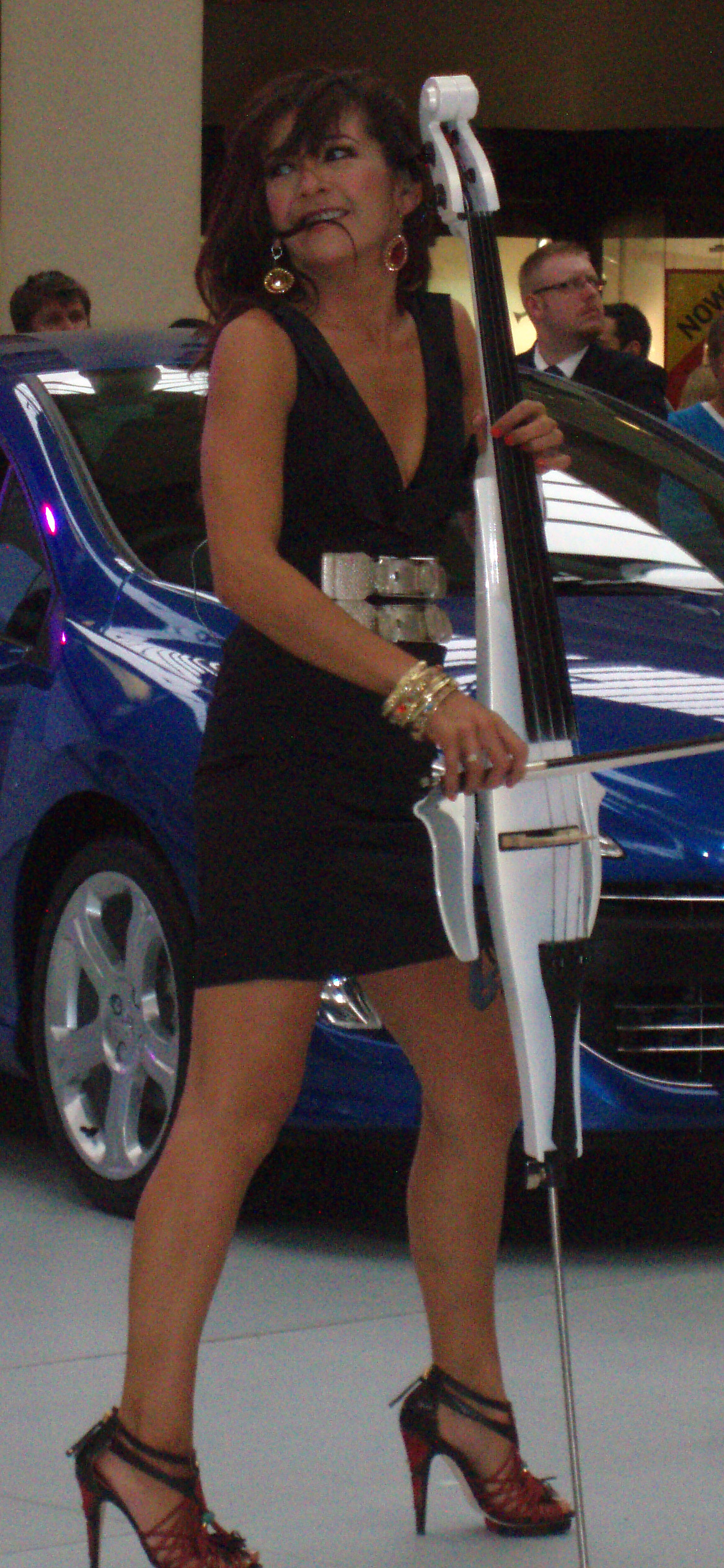
Gay-Yee Westerhoff

## Alben
Ihr Debütalbum Born wurde aus den UK classical charts, den Charts für klassische Musik Großbritanniens entfernt, mit der Begründung, es klinge angeblich „zu sehr nach Popmusik“. Shine, ihr zweites Album, bekam Gold in Großbritannien und Australien. Remixed, ihre dritte Herausgabe, enthielt Remixe der vorigen Lieder, sowie drei neue, bis dato unveröffentlichte Songs. Ihr drittes Studioalbum Classified wurde eine sehr erfolgreiche und bekannte Herausgabe. Classified bekam Platin in Australien und erreichte sowohl in den Pop- als auch in den Klassik-Charts Australiens Platz 1. Explosive: The Best of bond von 2005 ist eine Best-of-Kollektion, die aber erneut auch drei neue bis dato unveröffentlichte Songs enthält.

## Sonstiges
Die Band verbrachte 2003 viel Zeit auf Tournee, besonders in Asien, und nahm am Schönheitswettbewerb Miss Universe 2003 teil. Bond waren zu Gast bei einem Silvesterkonzert mit André Rieu im Dezember 2003 in Hannover, zusammen mit Rieu spielten sie das Stück Victory.
bond hatte außerdem Gastauftritte in zwei Filmen: In Johnny English spielen sie das Stück Kismet sowie eine Salsa-Version des Titelthemas, in xXx 2 – The Next Level treten sie bei einem Empfang mit dem Stück Victory auf. Sie waren auch an Filmarbeiten eines Werbespots für das „American Department Store Chain Marshall Field’s“ beteiligt und drehten einen Werbespot in Los Angeles für den japanischen Karaokehersteller Daiichi Kosho.
2011 erschien das vierte Studioalbum der Band mit dem Titel Play. Zwischen dem dritten und vierten Album lagen sieben Jahre, da sich die Band in einer „gemeinsamen Mutterschaftspause“ befand. Tania Davis brachte zwischenzeitlich einen Jungen zur Welt.

## Diskografie

### Studioalben
| Jahr | Titel      | Höchstplatzierung, Gesamtwochen, AuszeichnungChartplatzierungen (Jahr, Titel, Platzierungen, Wochen, Auszeichnungen, Anmerkungen) | Höchstplatzierung, Gesamtwochen, AuszeichnungChartplatzierungen (Jahr, Titel, Platzierungen, Wochen, Auszeichnungen, Anmerkungen) | Höchstplatzierung, Gesamtwochen, AuszeichnungChartplatzierungen (Jahr, Titel, Platzierungen, Wochen, Auszeichnungen, Anmerkungen) | Höchstplatzierung, Gesamtwochen, AuszeichnungChartplatzierungen (Jahr, Titel, Platzierungen, Wochen, Auszeichnungen, Anmerkungen) | Höchstplatzierung, Gesamtwochen, AuszeichnungChartplatzierungen (Jahr, Titel, Platzierungen, Wochen, Auszeichnungen, Anmerkungen) | Höchstplatzierung, Gesamtwochen, AuszeichnungChartplatzierungen (Jahr, Titel, Platzierungen, Wochen, Auszeichnungen, Anmerkungen) | Anmerkungen                            |
| Jahr | Titel      | DE | AT | CH | UK | US | AU | Anmerkungen                            |
| ---- | ---------- | --- | --- | --- | --- | --- | --- | -------------------------------------- |
| 2000 | Born       | DE59 (6 Wo.)DE | AT19 (12 Wo.)AT | CH38 (26 Wo.)CH | UK16 Gold · (22 Wo.)UK | US108 (8 Wo.)US | AU14 Gold · (9 Wo.)AU | Erstveröffentlichung: 2. Oktober 2000  |
| 2002 | Shine      | — | AT35 (5 Wo.)AT | CH74 (3 Wo.)CH | UK26 Gold · (7 Wo.)UK | US61 (6 Wo.)US | — | Erstveröffentlichung: 14. Oktober 2002 |
| 2004 | Classified | — | AT26 (17 Wo.)AT | CH73 (1 Wo.)CH | UK32 (3 Wo.)UK | US76 (6 Wo.)US | AU1 Platin · (30 Wo.)AU | Erstveröffentlichung: 15. Juni 2004    |

### Kompilationen
| Jahr | Titel                  | Höchstplatzierung, Gesamtwochen, AuszeichnungChartplatzierungen (Jahr, Titel, Platzierungen, Wochen, Auszeichnungen, Anmerkungen) | Höchstplatzierung, Gesamtwochen, AuszeichnungChartplatzierungen (Jahr, Titel, Platzierungen, Wochen, Auszeichnungen, Anmerkungen) | Höchstplatzierung, Gesamtwochen, AuszeichnungChartplatzierungen (Jahr, Titel, Platzierungen, Wochen, Auszeichnungen, Anmerkungen) | Höchstplatzierung, Gesamtwochen, AuszeichnungChartplatzierungen (Jahr, Titel, Platzierungen, Wochen, Auszeichnungen, Anmerkungen) | Höchstplatzierung, Gesamtwochen, AuszeichnungChartplatzierungen (Jahr, Titel, Platzierungen, Wochen, Auszeichnungen, Anmerkungen) | Anmerkungen                         |
| Jahr | Titel                  | DE | AT | CH | UK | US | Anmerkungen                         |
| ---- | ---------------------- | --- | --- | --- | --- | --- | ----------------------------------- |
| 2005 | Explosive: The Best of | — | AT48 (10 Wo.)AT | — | UK88 (1 Wo.)UK | — | Erstveröffentlichung: 28. Juni 2005 |

Weitere Veröffentlichungen
- 2001: Live at the Royal Albert Hall
- 2001: Raymond Weil
- 2003: Fab Field's Mix
- 2003: Johnny English
- 2003: Remixed
- 2011: Play
- bond: Video Clip Collection

### Singles
| Jahr | Titel Album            | Höchstplatzierung, Gesamtwochen, AuszeichnungChartplatzierungen (Jahr, Titel, Album, Platzierungen, Wochen, Auszeichnungen, Anmerkungen) | Höchstplatzierung, Gesamtwochen, AuszeichnungChartplatzierungen (Jahr, Titel, Album, Platzierungen, Wochen, Auszeichnungen, Anmerkungen) | Höchstplatzierung, Gesamtwochen, AuszeichnungChartplatzierungen (Jahr, Titel, Album, Platzierungen, Wochen, Auszeichnungen, Anmerkungen) | Höchstplatzierung, Gesamtwochen, AuszeichnungChartplatzierungen (Jahr, Titel, Album, Platzierungen, Wochen, Auszeichnungen, Anmerkungen) | Höchstplatzierung, Gesamtwochen, AuszeichnungChartplatzierungen (Jahr, Titel, Album, Platzierungen, Wochen, Auszeichnungen, Anmerkungen) | Anmerkungen                |
| Jahr | Titel Album            | DE | AT | CH | UK | US | Anmerkungen                |
| ---- | ---------------------- | --- | --- | --- | --- | --- | -------------------------- |
| 2001 | Viva! / Wintersun Born | — | — | — | UK83 (1 Wo.)UK | — | Erstveröffentlichung: 2001 |

Weitere Singles
- Victory
- Wintersun
- Shine
- Fuego
- Speed
- Atlanta / Time
- Viva! / Victory
- Explosive / Adagio For Strings
- Fly Samba Fly